# Avia BH-22

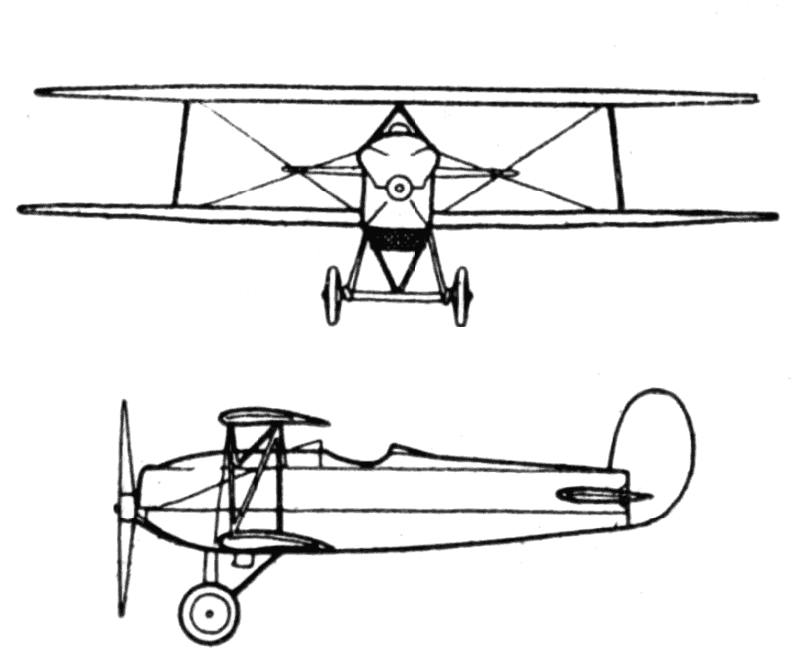
Desenho de um BH-22 na L'Aéronautique, julho de 1927.

O Avia BH-22 foi um avião de treinamento acrobático militar criado em 1926. Foi baseado no caça Avia BH-21 e várias alterações foram feitas, como a retirada dos armamentos e a instalação do motor Škoda Hispano-Suiza 8Aa. O uso de um motor mais leve levou à alteração do centro de gravidade, que exigiu um ligeiro encurtamento da fuselagem e uma redução na gradação das asas. Não houve outras mudanças significativas em relação ao desenho da estrutura, e o peso reduzido fez com que a aeronave suportasse forças ainda maiores (o BH-21 fora projetado para suportar 12.5 G). Algumas aeronaves foram equipadas com uma metralhadora. O modelo foi usado por um bom tempo para voos de treinamento de pilotos de caça, com várias aeronaves posteriormente tornando-se propriedade de aeroclubes na Checoslováquia. 